# 牟岐町
牟岐町（日语：／ Mugi chō */?）是位於日本德島縣南部的町，隸屬於海部郡。境內約87%的面積被山地覆蓋，牟岐川流經城鎮中心並往東注入太平洋，八坂八濱則位於室戶阿南海岸國定公園的範圍內。轄區包括位於海上的大島、津島、出羽島三個島嶼，其中出羽島為有人居住的島嶼。

## 地理
牟岐町北部的邊界被胴切山、矢筈山和五劍山等山岳包圍，南部則屬於谷灣地形。出羽島位於牟岐港南方約4公里的海面上，津島和大島則位於出羽島的東方。

### 氣候
當地受到黑潮影響，整體氣候較為溫暖，因此有大量的亞熱帶植物生長在牟岐町内。根據統計，2017年牟岐町的年均溫為16.1度，年降雨量則為2221毫米。

## 歷史

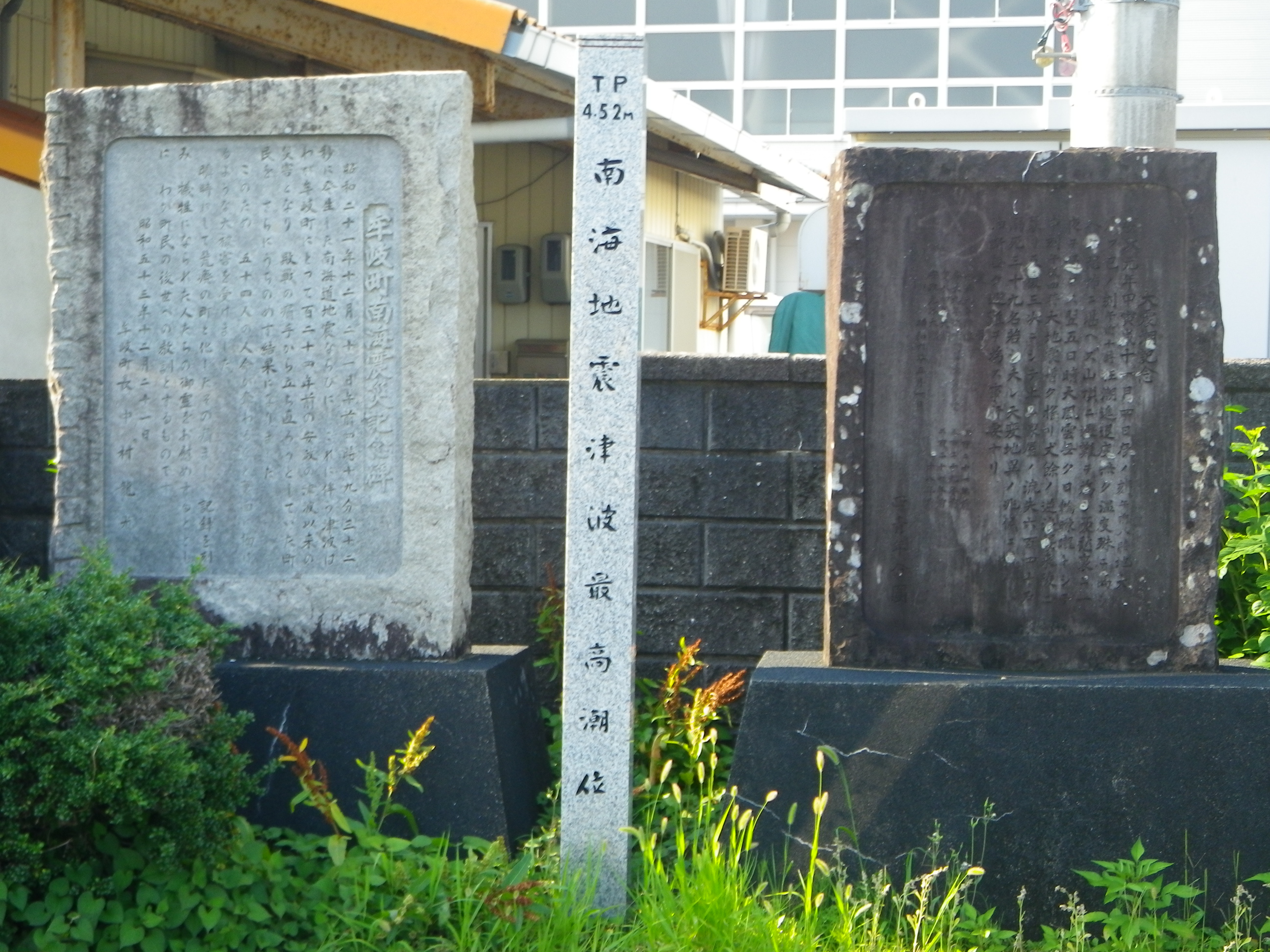
牟岐安政昭和海嘯紀念碑

牟岐町最初於1889年10月1日德島縣實施町村制時成立，當時為牟岐村，屬海部郡。1915年11月10日改制為牟岐町。
1946年12月21日發生昭和南海地震。牟岐町受到地震及其引發的海嘯衝擊，造成轄區內53人死亡，374戶房屋全毀。

## 行政

### 歷任首長
| 屆 | 姓名       | 上任年月日     | 備考         |
| -- | ---------- | -------------- | ------------ |
| 1  | 久米隆次郎 | 1889年11月7日  | 任內改制為町 |
| 2  | 滿石尉次郎 | 1920年7月15日  |              |
| 3  | 富田加久三 | 1932年10月21日 |              |
| 4  | 岩村清     | 1945年10月20日 | 任期中辭職   |
| 5  | 大平正敏   | 1947年4月9日   | 任期中辭職   |
| 6  | 美馬次郎   | 1949年4月11日  | 任期中辭職   |
| 7  | 前田源吉   | 1949年8月11日  | 任期中辭職   |
| 8  | 枡富政三   | 1952年10月31日 | 任期中辭職   |
| 9  | 築地正三   | 1960年10月7日  | 任期中辭職   |
| 10 | 喜田治與   | 1966年9月23日  |              |
| 11 | 中村龍光   | 1971年3月7日   |              |
| 12 | 岡山弘樹   | 1979年4月27日  |              |
| 13 | 皆谷又男   | 1983年4月27日  |              |
| 14 | 百百壽     | 1999年4月27日  |              |
| 15 | 池內正勝   | 2003年4月27日  |              |
| 16 | 大神憲章   | 2007年4月27日  |              |
| 17 | 福井雅彦   | 2011年4月27日  |              |

## 交通

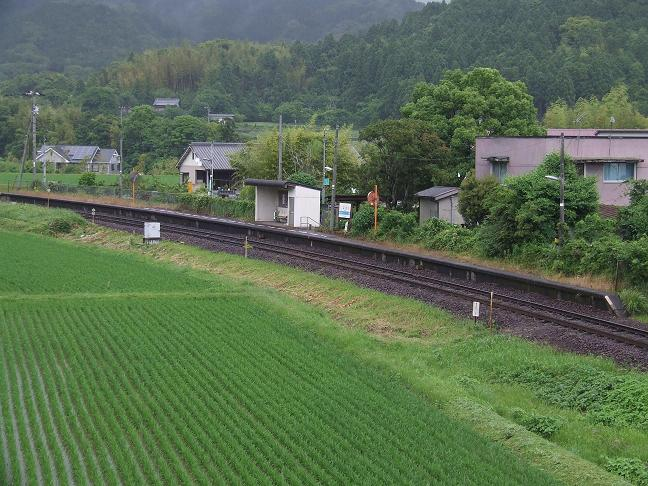
邊川車站

牟岐町的對外交通主要依賴四國旅客鐵道的牟岐線，町內設有牟岐車站和邊川車站。

## 觀光
- 牟岐城遺跡
- モラスコむぎ：以貝類為主題的水族館
- 松坂隧道：日本最古老的混泥土建築的公路隧道

## 姊妹、友好城市

### 日本
- 美馬市（德島縣）
原為1966年4月1日與脇町締結為姊妹都市。

### 海外
- 埔鹽鄉（台灣彰化縣）
於1983年7月22日締結為姊妹都市。

## 本地出身之名人
- 木本正次：作家
- 小島章司：佛朗明哥舞蹈者，日本佛朗明哥協會理事長
- 竹井清：海外援助人士、曾成為迦納部落的酋長
- 西木紳悟：滑輪溜冰選手
- 根東裕隆：職業籃球選手

## 外部連結
- （日語） 牟岐町商工會 （页面存档备份，存于）
- （日語） 牟岐町漁業協同組合
- （日語） 牟岐東漁業協同組合